# Alexa Bliss và Nikki Cross
Alexa Bliss và Nikki Cross là một nhóm đô vật chuyên nghiệp người Mỹ hiện đang ký hợp đồng với công ty WWE, nơi họ biểu diễn trên thương hiệu SmackDown. Họ từng hai lần giành đai WWE Women's Tag Team Championship và là những nhóm đô vật nữ đầu tiên từng biểu diễn tại sự kiện Hell in a Cell (2019).

## Lịch sử
Nikki Cross dường như không được nhắc trong WWE Superstar Shake-up (2019), nhưng cô được công bố được draft sang thương hiệu Raw ngày 8 tháng 5 tại Main Event (phát sóng ngày 11 tháng 5).